# Hugh Percy, 10.º duque de Northumberland
Hugh Algernon Percy, 10.º duque de Northumberland, (6 de abril de 1914 – 11 de octubre de 1988), fue el hijo de Alan Percy, 8.º duque de Northumberland, y Helen Gordon-Lennox. Sucedió a su padre como duque de Northumberland en 1940, cuando su hermano, Henry, el 9.º duque, murió en Bélgica en la Segunda Guerra Mundial durante la retirada a Dunquerque.

## Familia
Northumberland se casó con Lady Elizabeth Diana Montagu Douglas Scott (quien murió el 19 de septiembre de 2012), hija de Walter Montagu Douglas Scott, 8.º duque de Buccleuch, el 12 de junio de 1946. Tuvieron siete hijos:
- Lady Caroline Mary Percy (3 de mayo de 1947), se casó con Pierre, Comte de Cabarrus el 12 de enero de 1974 y sus descendendientes fueron: 
  - Chiara de Cabarrus (22 de noviembre de 1974)
  - Diana de Cabarrus (1977) se casó con Alexander Baillie el 25 de marzo de 2017.[4]
- Lady Victoria Lucy Diana Percy (19 de abril de 1949), se casó con Aidan Cuthbert el 4 de octubre de 1975 y se divorció. Se casó con Charles Lyon Fellowes en 2000 y se divorció en 2006.  Tuvo cuatro hijos:
  - Alice Cuthbert (1978)
  - Lucy Cuthbert (1982) se casó con el príncipe Khalid de Arabia Saudita el 28 de marzo de 2011.
  - Molly Cuthbert (1984)
  - David Cuthbert (1987)
- Lady Julia Helen Percy (12 de noviembre de 1950), se casó con Nicholas Craig Harvey el 11 de junio de 1983. Tuvo tres hijos:
  - Georgina Craig Harvey (20 de mayo de 1986)
  - Christopher Craig Harvey (4 de octubre de 1988)
  - Laura Craig Harvey (7 de septiembre de 1992)
- Henry Alan Walter Richard Percy (1 de julio de 1953 – 31 de octubre de 1995)
- Ralph George Algernon Percy (16 de noviembre de 1956), casado con Jane Richard, con cuatro hijos. Entre ellos: George Percy, Conde Percy, heredero aparente del ducado.
- Lady Louise Percy (25 de mayo de 1962 – 27 de mayo de 1962).
- Lord James William Eustace Percy (18 de junio de 1965), casado con Lucy Caroline Rugge-Price. Tienen cuatro hijos:
  - Thomas Hugh Percy (2001)
  - Eliza Rose Percy (2003)
  - Willa Katherine Percy (2005)
  - Samuel James Edward Percy (2008)[5]